# Saint-Martin-sur-Oust
Saint-Martin-sur-Oust (bretonisch Sant-Varzhin-an-Oud) ist eine französische Gemeinde mit 1.305 Einwohnern (Stand 1. Januar 2022) im Département Morbihan in der Region Bretagne. Saint-Martin-sur-Oust ist eine Gemeinde in der Bretagne, in der Gallo gesprochen wurde.

## Geographie
Saint-Martin-sur-Oust liegt rund 17 Kilometer nordwestlich von Redon im Osten des Départements Morbihan.
Nachbargemeinden sind Ruffiac im Norden, Saint-Nicolas-du-Tertre im Nordosten, Les Fougerêts im Osten, Peillac im Südosten, Saint-Gravé im Süden, Saint-Congard im Westen sowie Saint-Laurent-sur-Oust im Nordwesten.

## Bevölkerungsentwicklung
| Jahr                       | 1962 | 1968 | 1975 | 1982 | 1990 | 1999 | 2006 | 2012 | 2019 |
| Einwohner                  | 1312 | 1255 | 1262 | 1344 | 1323 | 1281 | 1268 | 1310 | 1294 |
| Quellen: Cassini und INSEE |      |      |      |      |      |      |      |      |      |

## Sehenswürdigkeiten
- Schloss Castellan aus dem Jahr 1589
- Kirche Saint-Martin aus dem 15. Jahrhundert (1853 umgebaut), mit altem Grabmal auf dem Kirchplatz
- Kapelle Saint-Mathurin aus dem 15. Jahrhundert
- Kapelle Saint-Léonard aus dem Jahr 1651, mit Kreuz aus dem 16. Jahrhundert
- Pfarrhaus, mit gefasster Quelle und öffentlichem Waschhaus im Garten (18. Jahrhundert)
- Alte Häuser in der Avenue de la Libération, in Boisneuf (1654), in Lauzanne und Verêt (1748)
- Backofen von Boisneuf (1873)
- Alte Getreidemühlen in La Née und Le Vau-Laurent
- Windmühlen in Houssa, Luardais und Tréla, Wassermühlen in Grousel und Rieux

Quelle: